# 새로운 두 과학

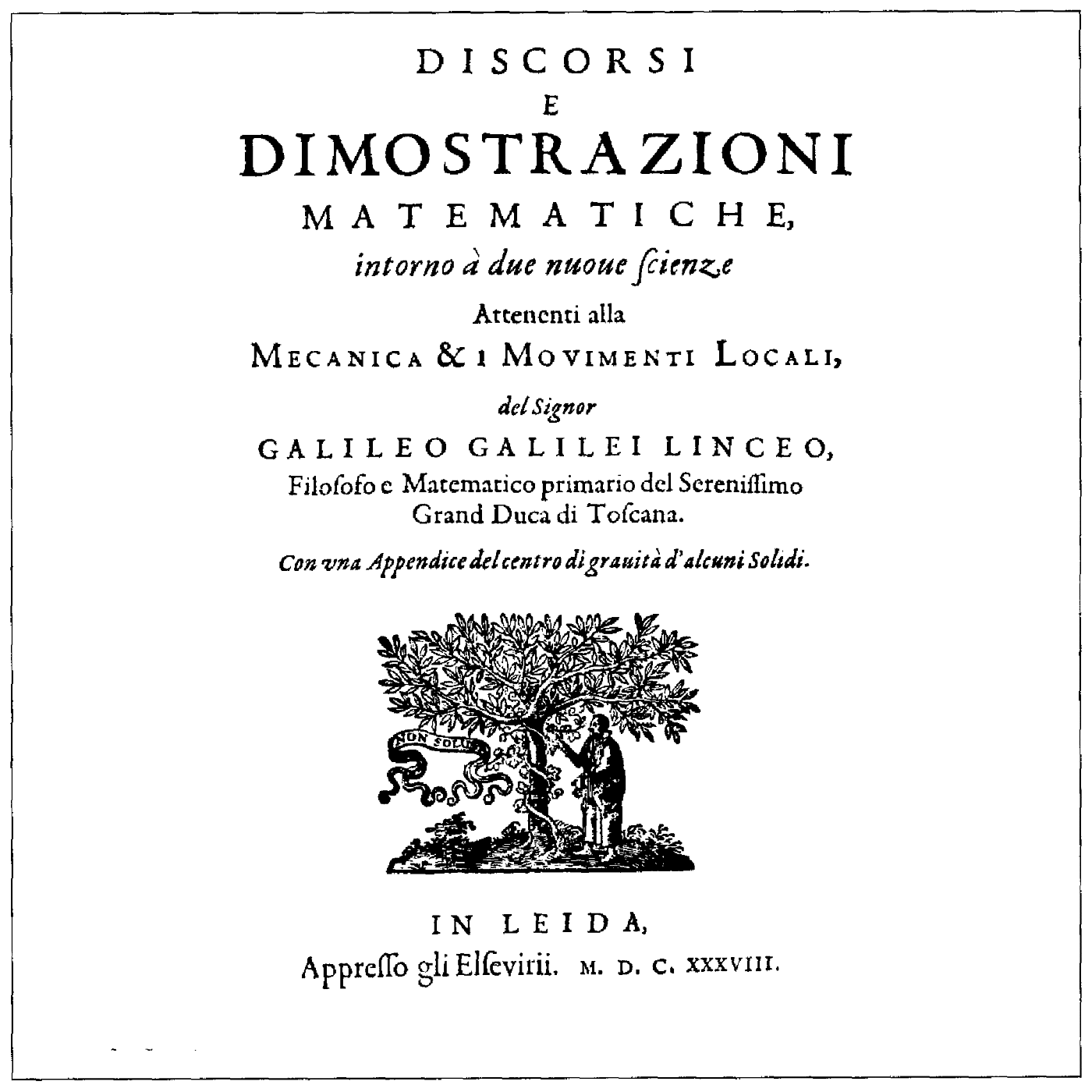
Discorsi e dimostrazioni matematiche intorno à due nuove scienze (1638년)

새로운 두 과학 : 고체의 강도와 낙하 법칙에 관한 대화, 정확한 정식 명칭은 새로운 두 과학에 대한 논의와 수학적 논증(Discorsi e Dimostrazioni Matematiche Intorno a Due Nuove Scienze, 1638년)이며, 근대 과학의 아버지라고도 불리며, 최초의 과학자라고 불리는 갈릴레오 갈릴레이가 저술한 책으로 최초의 근대적 과학 교과서로 평가받고 있다. 과학적 방법론 외에도 역학, 관성, 진자와 물체의 힘에 대한 갈릴레오 갈릴레이의 연구 성과를 알기 쉽도록 세 명의 등장인물의 대화 형식으로 이야기를 진행하고 있다. 아리스토텔레스주의에 빠져있던 당시의 보수적 과학자들을 상징하는 심플리치오, 갈릴레오의 입장을 대변하는 살비아티, 객관적 관찰자 또는 독자의 입장을 대변하는 사그레도라는 세 사람이 여러 과학적인 지식에 대해 대화를 나눈다. 첫째 날, 둘째 날, 셋째 날, 넷째 날 이렇게 4일 간의 대화로 이루어져 있으며, 주로 수학적, 물리학적 법칙에 대하여 논쟁한다. 갈릴레이는 이 책에서 ‘고체의 강도에 대한 이론’과 ‘물체의 낙하법칙’을 두 개의 새로운 과학이라고 불렀다.

## 서문
노엘 백작께 쓰는 편지로 이루어져 있다. 자신의 책을 기꺼이 읽어주고, 보관하였으며, 또, 여러 나라를 다니며 자신의 글을 전달한 것에 대한 고마움의 뜻을 표현하고 있으며, 노엘 백작에 대한 존경심을 이 책의 서문으로 전달하였다.

## 등장인물 소개
살비아티 (Filippo Salviati, 1582년 ~ 1614년)는 플로렌스의 부유한 귀족으로 갈릴레이의 절친한 친구이자 린케 학회의 동료 회원으로, 갈릴레오 갈릴레이는 이 책에 자신의 이론을 설명하는 역할로 그의 이름을 사용한 등장인물을 정하였다.
사그레도 (Giovanfrancesco Sagredo, 1571년 ~ 1620년)는 베니스의 귀족이자 외교관으로 그 역시 갈릴레이의 절친한 친구이다. 이 책에서는 객관적 관찰자 즉, 제삼자의 입장에서 심플리치오와 살비아티의 논쟁을 바라보는 역할이다.
심플리치오 (Simplicio)는 6세기 그리스의 철학자이자 아리스토텔레스 연구가인 심플리치우스의 이름에서 따온 가공의 인물이다.

## 내용

### 첫째 날
물체의 크기를 몇 배로 크게 할 때, 강도나 힘은 크기 비율보다 오히려 더 커지게 된다. 살비아티는 그 이유가 응집력 때문이라고 말하였다. 응집력을 설명하려면 먼저 진공에 대해 알아야 한다. 진공이란 아무것도 없는 빈 공간을 의미하며, 자연은 이런 빈 공간을 싫어한다. 그렇기 때문에 잘 붙어 있는 물체들은(예를 들면 표면이 매끄러운 두 판) 서로 떨어지지 않으려고 하고 이런 힘이 고체의 응집력의 일부분일 것이다. 하지만 진공만으로는 응집력을 설명할 수 없다. 표면이 매끄러운 두 판 같은 경우 강한 힘으로 잡아당기면 끊어져 두 동강이 나기 때문이다. 그래서 이런 문제점에 대해 생각해 보던 그들은 하나하나의 진공은 매우 작아서 그 힘을 쉽게 이길 수 있지만, 그런 진공이 매우 많이 있어서 더해지면 그 힘이 엄청나게 커지게 된다고 생각한다. 그래서 유한한 공간에 한없이 많은 수의 진공이 있을 수가 있을 지에 대해 생각하던 살비아티는, 고체를 근본 구성 입자들로 쪼갤 수 있고 그 입자의 수가 한없이 많다면 그 사이사이에 빈 공간을 무수히 많이 넣어서 고체의 부피를 얼마든지 크게 할 수 있다고 설명한다. 그리고 무한에 대한 논쟁을 하던 살비아티는 유한한 세계에 살고 있는 자신들의 생각을 뛰어넘는 것이 무한이라고 생각하며 그 특성상 이해하기가 힘들다며, 기하학적인 설명으로 무한을 보인다. 그리고 이 외에도 순간적으로 움직이는 빛에 대해서도 빛의 속력이 있는지, 아니면 순간적으로 움직이는지에 대해서도 이야기를 하다 자신들의 능력 밖이라는 것을 인정한다.
	그 다음 나오는 이야기는 아리스토텔레스주의자와 갈릴레오 갈릴레이의 주요 논쟁거리였던 물체의 무게와 속력의 관계이다. 심플리치오는 아리스토텔레스에 따르면 무게가 다른 두 물체가 같은 매질 속에서 움직일 때 그들의 속력은 무게에 비례한다고 주장한다. 하지만 몇백 그램의 조그마한 탄환과 백 킬로그램 정도 나가는 대포알을 백 미터 정도 높이에서 떨어뜨렸을 때, 땅에 떨어질 때의 차이는 겨우 한 뼘 정도라는 사그레도의 실험결과는 그렇지 않다는 것을 보여준다. 그리고 살비아티는 두 물체가 같은 물질로 만들었고 무게가 다를 때, 무거운 것이 가벼운 것보다 빨리 떨어지지 않음을 간단한 논리로 보인다. 한 물체가 어떤 매질 속을 움직일 때, 심플리치오에 따르면 그 속력은 불변이다. 그렇다면 속력이 다른 두 물체가 있다면 이 둘을 서로 묶으면 느린 것은 빠른 것의 속력을 감소시키게 되고, 빠른 것은 느린 것의 속력을 증가시키게 될 것이다. 그렇다면 두 물체를 묶으면 두 물체의 속력은 무거운 물체의 속력보다 느리게 될 것이다. 하지만 두 물체를 묶는다면 전체의 무게는 증가하게 되고, 이는 무게가 무거울수록 속력이 증가한다는 의견에 모순이 되게 되는 것이다. 따라서, 살비아티는 아리스토텔레스의 논리로는 진공의 존재를 부인할 수 없고, 물체의 무게에 속력이 비례하지 않는다는 결론을 내리게 된다. 이 외에도 진자, 음정 등에 대해서도 짧은 대화를 나눈다.

### 둘째 날
물체의 강도, 무게, 길이
물체의 강도모든 고체들이 부수려고 하는 외부의 충격에 버티고 그 입자들을 강한 힘으로 결합시켜서 상당한 힘으로 당길 때에도 떨어지지 않고 버티도록 만드는 응집력이 있는 물질에서 생기는 힘, 즉 고체들이 부러지지 않고 버티는 힘.
살비아티는 각기둥을 막대에 평행하게 매달고, 각기둥과 막대를 자르면서 평형을 이루는 점을 찾고, 지렛대를 써서 무거운 돌을 들어 올리는 실험을 하며, 각기둥을 세우지 않고 벽에 90도로 꽂아 실험을 하거나, 실에 추를 달아 끊어지는 곳을 찾으며 물체의 길이와 무게, 강도에 관한 여러 가지 실험을 생각하며 직접 심플리치오에게 증명을 해 준다. 여기서, 살비아티는 물체의 강도에 관해 다음과 같이 말한다.
1. 어떤 부서질 수 있는 물질로 원기둥이나 각기둥을 만들면 이들은 길이 방향으로 당기는 힘에는 매우 튼튼하게 버티지만 옆으로 누르는 힘에는 쉽게 부러진다.
2. 막대나 각기둥의 폭이 두께보다 더 나간다고 하고, 힘이 각기둥의 폭 방향으로 작용할 때 그에 버티는 정도는 힘이 두께 방향으로 작용할 때 그에 버티는 정도보다 더 크다. 즉, 자와 같은 물체가 있을 때, 폭이 두께보다 더 나가면 그것을 모로 세웠을 때 눕힌 것에 비해서 부서지려는 것에 대해 버티는 힘이 강하다. 그 비율은 폭과 두께의 비와 같다.
3. 원기둥이나 각기둥이 수평 방향으로 점점 길이가 늘어날 때 그 기둥의 무게와 길이가 자신을 부수려는 힘으로 작용하는데, 이 힘은 길이의 제곱에 비례해서 강해진다. 원기둥이나 각기둥이 길이는 변화하지 않고 두께만 바뀐다면, 그게 부서지지 않고 버티는 강도는 두께의 세제곱에 비례한다. 그러므로 원기둥이나 각기둥이 길이와 굵기가 변할 때 부수려는 힘에 대응해 버티는 강도는 굵기의 세제곱에 비례하고 길이에 역으로 비례한다.
4. 원기둥이나 각기둥이 닮은꼴인 경우 그 길이가 지렛대 역할을 하고 자신의 무게가 거기에 실려서 기둥을 부수려는 힘으로 작용하는데, 크기가 다른 기둥은 이 힘의 비율이 단면이 버티는 힘의 1.5제곱에 비례한다.
5. 각기둥이나 원기둥이 생김새가 같고 크기가 다른 것을 생각할 때, 자신의 무게를 이기지 못해 부서지는 것과 부서지지 않는 것들의 경계가 되는 크기가 딱 하나 있다. 이보다 더 큰 것은 모두 자신의 무게를 못 이겨서 부서지고, 이보다 더 작은 것은 모두 자신의 무게뿐만 아니라 거기에 약간의 무게를 더해도 부서지지 않고 버틴다.
6. 기둥에다 부수기를 원하는 지점을 표시했을 때, 그 지점의 강도는 양 끝점에서 그 지점까지 거리를 변으로 하여 만든 직사각형의 넓이에 역으로 비례한다.
7. 두 개의 지렛대가 있어서 무게가 실리는 팔들의 길이 비율이 그에 대응해 버티도록 힘을 가하는 팔들의 길이의 제곱의 비율과 같다고 하고, 그리고 대응하는 힘들의 크기 비율이 그 힘의 작용하는 팔들의 길이 비율과 같다고 하면, 그러면 두 지렛대에 실리는 무게는 같다.
8. 두 개의 원기둥이 같은 길이, 같은 무게인데, 하나는 속이 찼고 하나는 속이 비었다고 하면, 굽히려는 힘에 대응해 버티는 이들의 강도는 지름에 비례한다.

### 셋째 날

#### 1. 일정한 속력의 운동
일정한 속력으로 움직인다어떤 물체가 움직일 때 어떠한 시간 간격으로 잡든 같은 시간 동안 움직인 거리는 서로 같다.
일정한 속력으로 운동하는 경우의 말뜻을 통해서 4가지 명백한 사실을 알 수 있다.
1. 일정한 속력으로 움직일 때, 긴 시간 동안 움직인 거리는 짧은 시간 동안 움직인 거리보다 더 길다.
2. 일정한 속력으로 움직일 때, 긴 거리를 지나는 데 걸리는 시간은 짧은 거리를 지나는 데 걸리는 시간보다 더 길다.
3. 일정한 시간 간격 동안 빠른 속력으로 움직인 거리는 느린 속력으로 움직인 거리보다 더 길다.
4. 일정한 시간 간격 동안 긴 거리를 움직이기 위해서는 짧은 거리를 움직이는 경우보다 속력이 더 빨라야 한다.

#### 2. 움직임이 빨라지는 운동
움직임이 일정하게 빨라진다정지 상태에서 출발해서 그 운동량이 같은 시간 동안에 같은 정도씩 증가한다.
일정한 정도로 속력이 빨라지는 운동을 하는 경우의 말뜻을 통해서 4가지 명백한 사실을 알 수 있다.
1. 일정한 정도로 속력이 빨라질 때, 긴 시간 동안 속력이 빨라진 정도는 짧은 시간 동안 속력이 빨라진 정도보다 크다.
2. 일정한 정도로 속력이 빨라질 때, 속력이 빨라진 정도가 클 때의 걸리는 시간은 속력이 빨라진 정도가 작을 때의 걸리는 시간보다 길다.
3. 일정한 시간 간격 동안 속력이 빨라진 정도는 시간의 제곱 만큼에 비례한다.
4. 일정한 정도로 속력이 빨라질 때, 어떤 거리를 지나는 데 걸린 시간은 그 물체가 가장 빠른 속력과 가장 느린 속력의 평균 속력으로 같은 거리를 지날 때 걸리는 시간과 같다.

### 넷째 날

#### 3. 공중에 던진 물체의 운동
공중에 던진 물체의 운동1의 운동일정한 속력의 운동과 2의 운동움직임이 빨라지는 운동을 결합한 운동이다. 공중에 던진 물체가 수평으로 일정하게 움직이려는 속력과 수직으로 자연히 빨라지는 속력을 결합한 것으로 이것은 반 포물선을 그린다.
공중에 던진 물체의 수평운동은 1의 운동일정한 속력의 운동과 같이 일정한 속력으로 운동하므로 위의 4가지 사실을 만족한다. 공중에 던진 물체의 수직운동은 2의 운동움직임이 빨라지는 운동과 같이 운동량이 같은 시간 동안에 같은 정도씩 증가하므로 위의 4가지 사실을 만족한다.
뉴턴 역학에서 뉴턴의 운동법칙은 물체의 운동을 지배하는 가장 기초적이면서 가장 정교한 법칙들이다. 제 1법칙인 관성의 법칙은 갈릴레이의 법칙이라고도 불리며 ‘물체의 질량 중심은 외부 힘이 작용하지 않는 한 일정한 속도로 움직인다.’ 로 정의된다. 제 2법칙인 가속도의 법칙은 ‘물체의 운동량의 시간에 따른 변화율은 그 물체에 작용하는 알짜 힘과 같다’ 로 정의된다. 마지막으로 제 3법칙인 작용과 반작용의 법칙은 물체 A가 다른 물체 B에 힘을 가하면, 물체 B는 물체 A에 크기는 같고 방향은 반대인 힘을 동시에 가한다.
뉴턴 역학에서는 1의 운동일정한 속력의 운동을 등속직선운동이라 표현하고, 시간에 따른 속도가 항상 일정한 운동을 의미한다. 2의 운동움직임이 빨라지는 운동을 등가속도운동이라 표현하며, 시간에 따른 속도 변화로 정의된 가속도가 항상 일정한 운동을 의미한다. 3의 운동공중에 던진 물체의 운동은 포물선운동이라 표현하며, 로의 운동은 등속직선운동이고 로의 운동은 등가속도운동을 하는 운동을 의미한다.
뉴턴 역학에서 등속직선운동과 등가속도운동, 그리고 포물선 운동을 서술하기 위한 수식은 아래와 같다.
{\displaystyle {\vec {v}}=lim_{t->0}({{\Delta {\vec {x}}}/{\Delta t}})}
{\displaystyle {\vec {a}}=lim_{t->0}({{\Delta {\vec {v}}}/{\Delta t}})}
{\displaystyle {\vec {x}}=\int _{0}^{t}v\,dx}
{\displaystyle {\vec {v}}=\int _{0}^{t}a\,dx}
셋째 날과 넷째 날에서의 운동에 관한 서술은 뉴턴 역학 그 이전의 서술이다. 자연에서 발견한 운동의 설명하기 위해서 자연 현상과 가장 잘 맞아 떨어지도록 말의 뜻을 정하고 설명하는 것 가장 바람직하다고 여겼고, 실제 관측할 때 나타나는 본질적인 성질들이 드러나도록 말뜻을 정했다. 자연 현상으로부터 알려진 온갖 성질들이 실험결과와 일치하고 정확하게 대응함을 확인해 주는 서술로, 현대에서 수식을 통해서 전개되는 뉴턴 역학과는 다른 의미에서 접근하고 있다.

## 의의
새로운 두 과학은 철학자들만의 주제였던 과학에 대해 수학적인 방법으로 이론들을 설명한 최초의 과학교과서였다는 대단한 의미를 지니고 있으며, 아리스토텔레스주의에 빠져 있던 그 당시 철학자들 및 지식인들에게 새로운 충격을 불러일으킨 책이었다. 단순히 철학적인 사고를 통한 주장이 아닌, 처음으로 수학적인 증명과 엄밀한 실험을 통하여 물체의 운동과 고체의 강도에 관한 이론에 대해 설명하였다는 의의를 가지고 있다. 1590년에 저술된 《운동에 관하여》에서는 아리스토텔레스와 아르키메데스의 유체역학에 근거하여 유동매질에서의 중력에 의한 낙하의 속도는 매질 위에 있는 물체의 특정한 무게에 비례하여 낙하한다고 주장였으나 이 책에서는 그 당시 생각과 반대로 낙하의 속도와 물체의 질량은 관계가 없다는 주장을 펼친 것으로 보아, 이 책을 저술할 때의 갈릴레오 갈릴레이는 운동에 대해 제대로 파악하고 이 책을 저술하였다는 것을 알 수 있다. 이 책은 여러 나라의 언어로 번역되어, 그 당시 로마 교회의 주도 하에 이 책을 비난하던 이탈리아를 제외한 유럽의 과학 발전에 지대한 영향을 끼친 근대적 과학의 교과서라고 볼 수 있다.